# Río Lulonga

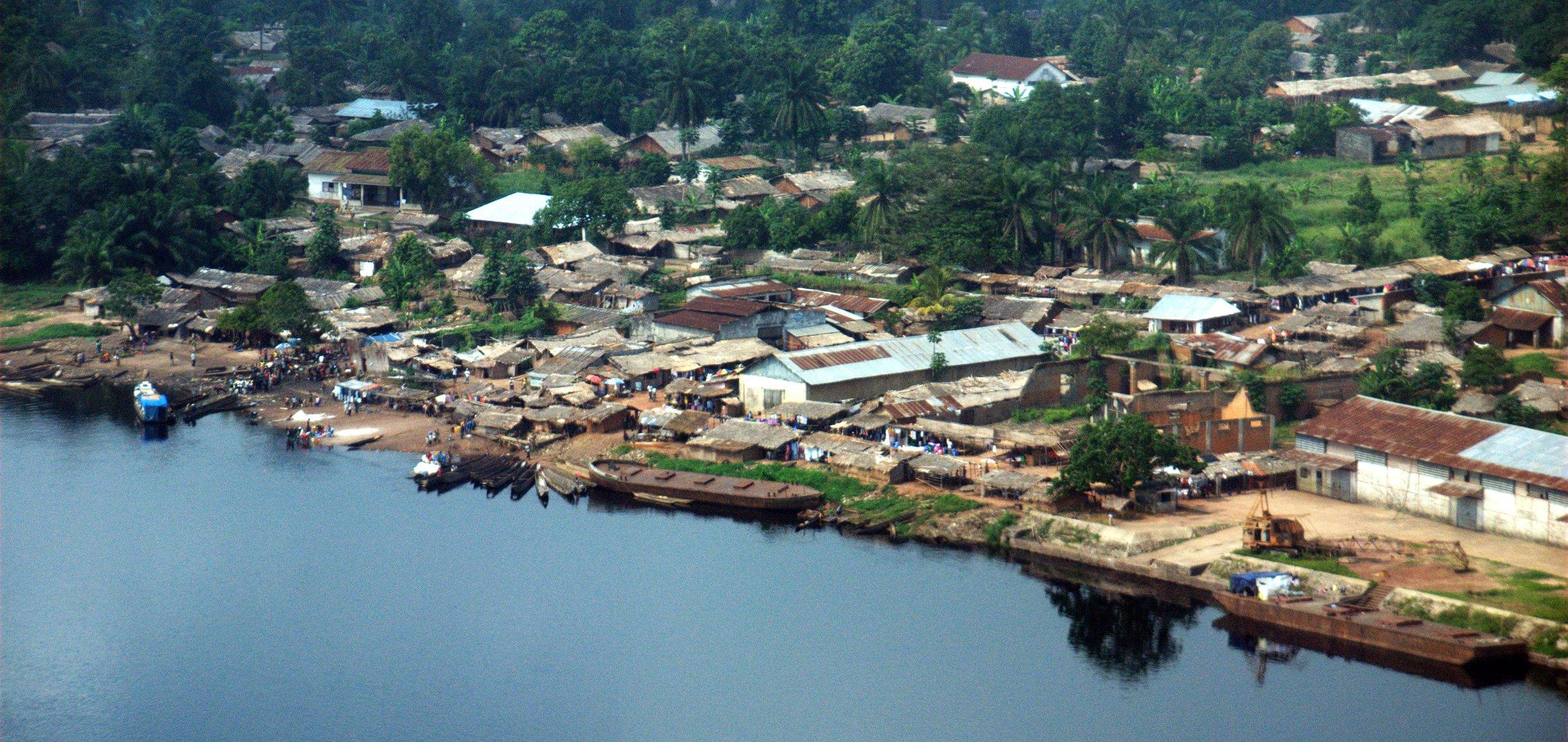
Puerto fluvial de Basankusus, en el río Lulonga.

Mapa hidrológico de la República Democrática del Congo.

El río Lulonga es un corto río africano, un afluente del río Congo que discurre por la provincia de Equateur de la República Democrática del Congo. Se trata de un río de unos 200 km de largo desde su inicio en la ciudad de Basankusu. Allí, el río Lopori y el río Maringa se unen para formar el Lulonga.
El río Lulonga desemboca en el río Congo en la homónima ciudad de Lulonga.
- Datos: Q2634215
- Multimedia: Lulonga River / Q2634215